# Південна Крабоподібна туманність
Південна Крабоподібна туманність (або WRAY 16-147 або Hen 2-104) — туманність у сузір'ї Центавра. Туманність розташована в декількох тисячах світлових років від Землі, а її центральна зірка — симбіотична змінна Міра — пара білих карликів. Вона названа через схожість з Крабоподібною туманністю, яка знаходиться на північному небі.
Південний краб був відзначений у каталозі 1967 року, а також спостерігався за допомогою ПЗС-камери з 2,2-метровим телескопом в обсерваторії Ла-Сіла в 1989 році. Спостереження 1989 року ознаменувало значне розширення знань про туманність, і її спостерігали за допомогою різних фільтрів.
Туманність вже спостерігали за допомогою земних телескопів, але зображення, зроблені космічним телескопом Габбл у 1999 році, показали набагато більше деталей, виявивши, що в центрі туманності розташована пара зірок, червоний гігант і білий карлик. Його знову зняв HST у 2019 році за допомогою новішого приладу.
У 1999 році його було зроблено за допомогою Wide Field and Planetary Camera 2 космічного телескопа Габбл, відомого завдяки унікальному «сходовому» кадру та таким астрофотознімкам, як «Стовпи творіння».
Зображення WFPC2 були зроблені на довжині хвилі оптичного світла 658 нм.
У 2019 році цю туманність знову зняв космічний телескоп Хаббл, а на честь річниці запуску космічного телескопа в 1990 році (29 років) – космічний шаттл. Цього разу нова камера WFC3 була використана для зображення туманності з фільтрами довжин хвиль приблизно 502, 656, 658 і 673 нанометрів.

## Галерея

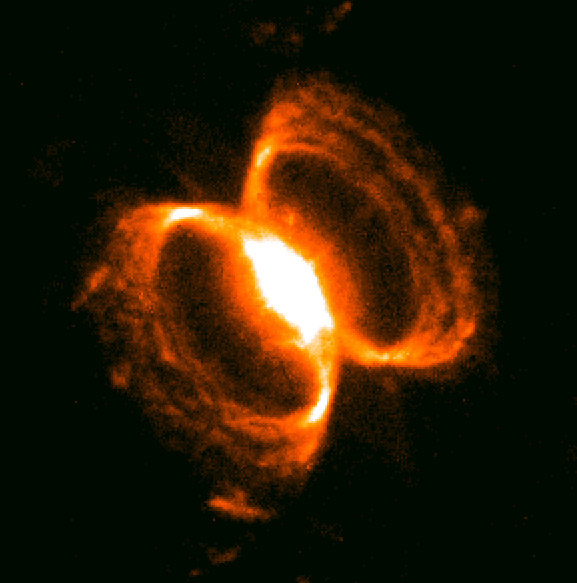
Центр туманності зблизька
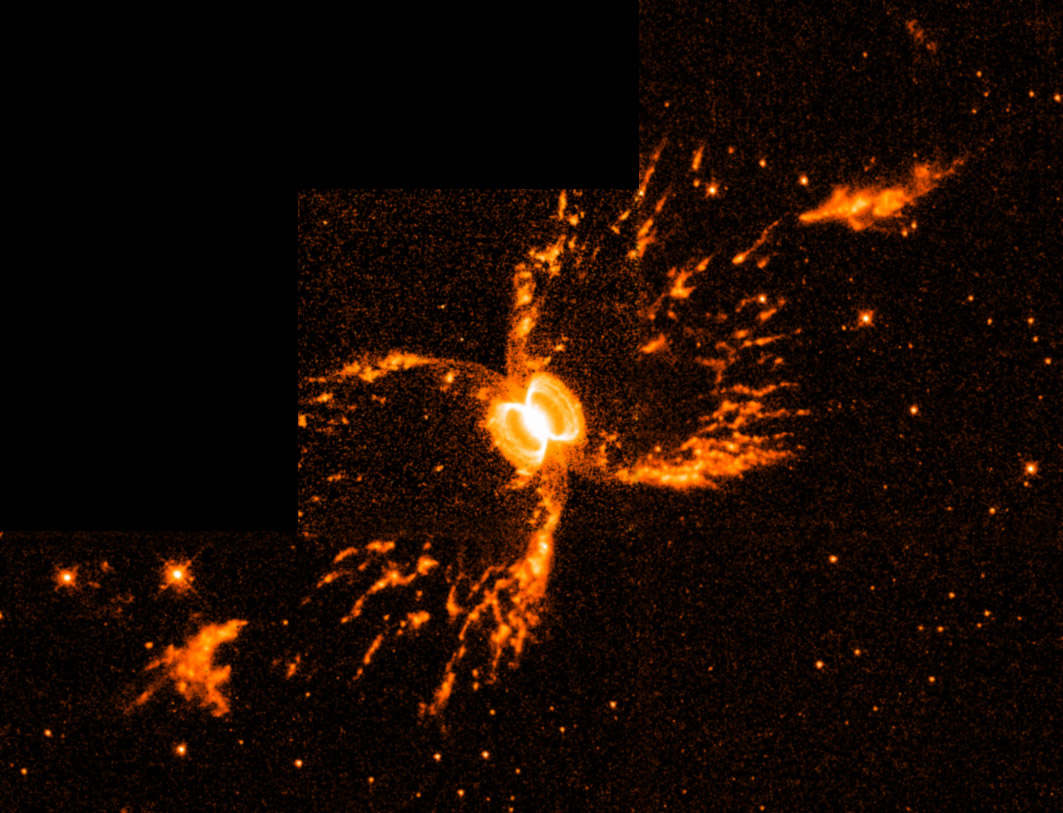
Південна Крабоподібна туманність повністю
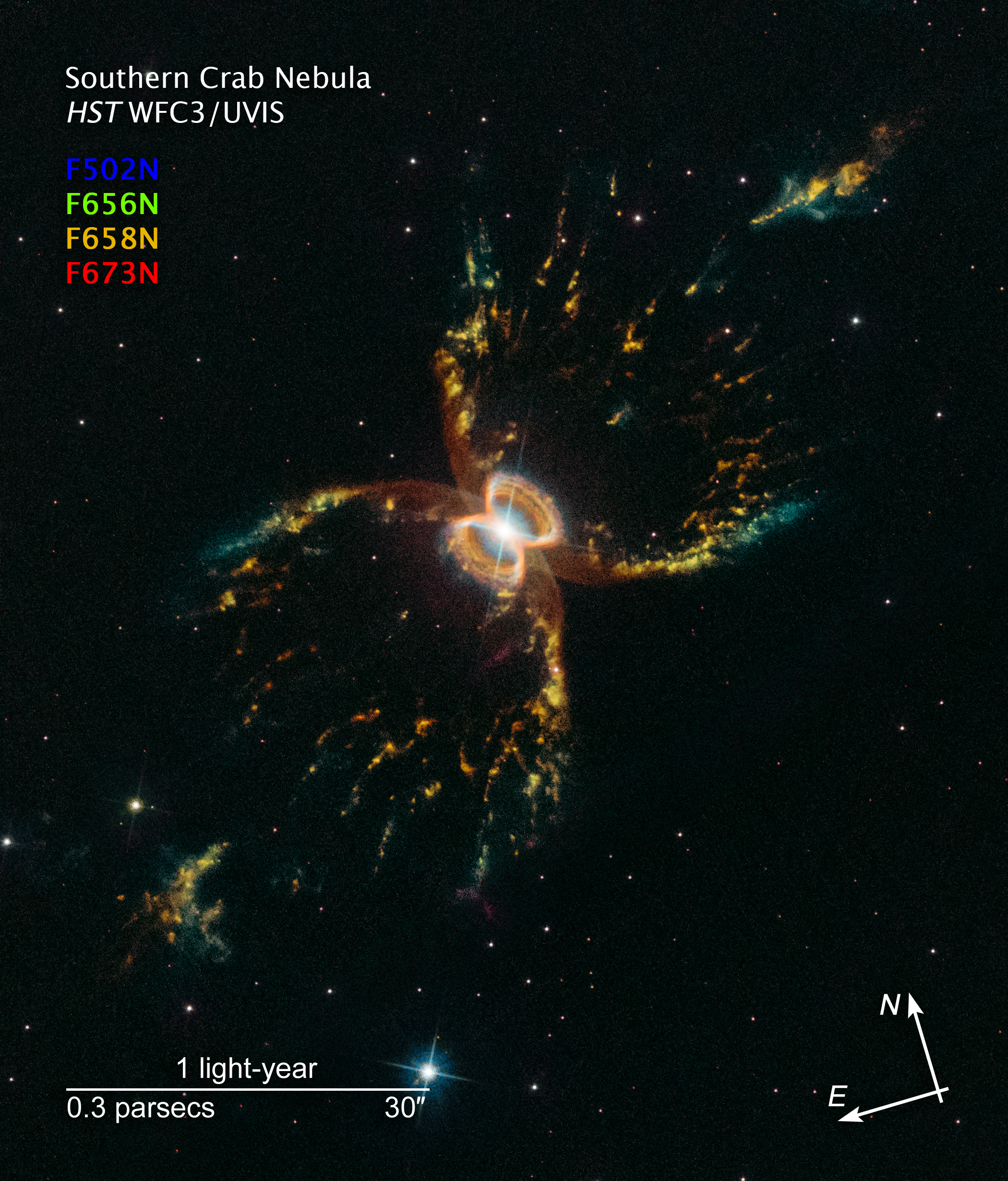
Південна Крабоподібна туманність – (18 квітня 2019 р.; анотований)
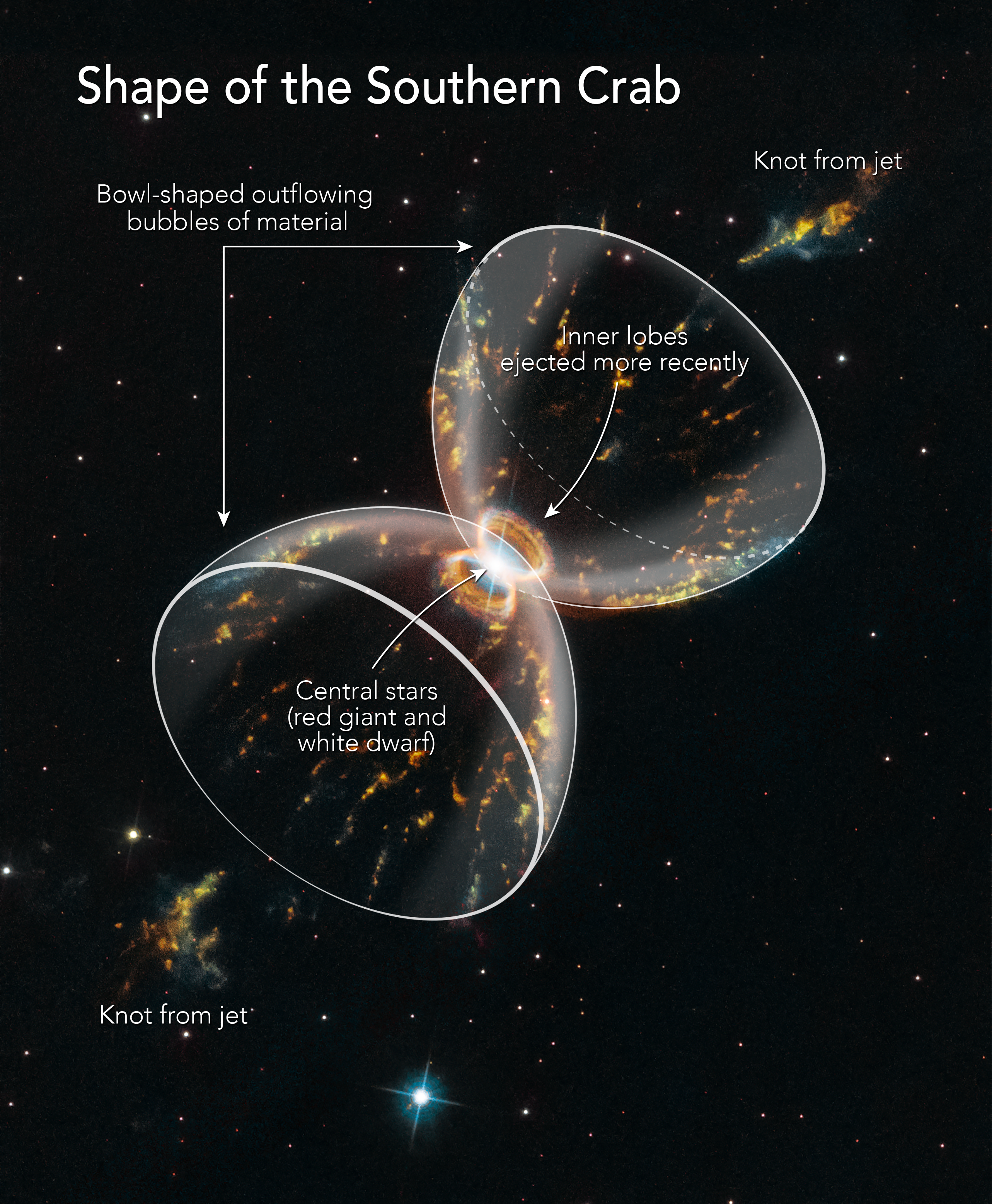
Південна Крабоподібна туманність – (18 квітня 2019 р.; форма)